# Неомодернізм
Неомодернізм, інколи неомодерн — світоглядно-культурний напрямок, що набув поширення на межі XX—XXI століть. Характерний спробами вдосконалити та ре-інтерпретувати принципи модернізму з врахуванням здобутків постмодерну та інших інтелектуальних рухів, що виявляли вади модернізму. Бувши виразником певної світоглядної позиції, пов'язаної із розвитком інформаційного суспільства, неомодернізм отримав свої вираження у широкому спектрі галузей — філософії, теології, живописі, архітектурі, політології тощо.

## Загальна характеристика
У 60-х роках ХХ століття, з'являється цілий ряд інтелектуальних рухів, котрі починають говорити про недоліки модернізму та необхідність його вдосконалення, або альтернативи. Есе Рейчел Карсон «Мовчазна весна» стало початком екологічного руху, а книга Роберта Вентурі «Складності та протиріччя у архітектурі» — початком постмодернізму. З'являються течії хіпі та «контркультури», «студентська революція 1968 року», котрі стали своєрідним соціальним протестом проти модерністської дійсності, сконцентрованої передовсім у великих містах. Під впливом цих рухів, а також недоліків, самого постмодернізму, наприкінці XX століття, з'являється світоглядні та культурологічні спроби трансформувати модернізм з врахуванням об'єктивних недоліків, котрі були виявлені антимодерністськими рухами 1960-х років.
В основі неомодерністського світогляду лежить збереження пріоритетів розуму та абстрактного символізму, котрі однак поєднуються із ірраціональністю, спонтанністю та обмеженою експресивністю. На відміну від модернізму, неомодернізм визнає цінність особистості та індивідуальності, не розглядаючи її лише як частину абстрактної системи. Разом із тим, неомодернізм підважує постмодерністські уявлення про відносність всіх цінностей та тяжіє до їх систематизації за оціночним принципом. У зв'язку із цим, хоча неомодернізм визнає інформаційну сингулярність, та неможливість охоплення людиною, чи навіть певним колективом людей всіх знань, він тим не менше, тяжіє до творення таких змістів, які мають форму «останнього слова».

## У філософії та теології
Одним із перших інтелектуалів, котрі концептуалізувати явище неомодернізму, був німецький теолог Карл Раннер. В своїх роботах він говорив про те, що модернізм, який намагався опанувати і осмислити світ за допомогою одного лише розуму, не поєднується із глибоким ірраціональним переживанням людиною себе як таємниці, яку вона не може до кінця відкрити. У зв'язку із цим Раннер пропонував досягнути гармонійного синтезу між раціоналізмом і ірраціоналізмом.

## У живописі
Неомодерністський живопис являє собою своєрідний синтез абстракціонізму та експресіонізму. У 2001 році, англійським художником Армандо Ара була здійснена спроба створити маніфест неомодерністського живопису. Серед головних цінностей: простота, тактильність, цілісність, гегеліанське розуміння Абсолюту.

## В архітектурі
Ознаки неомодернізму в архітектурі можна помітити у проектах архітекторів групи що отримала назву «Нью-йоркська п'ятірка» (англ. The New York Five) (створена у 1972 р.), передовсім у творчості таких архітекторів як Річард Меєр, Джон Хейдук, Чарльз Ґуотмі. Для їх будівель характерною є модерністське формоутворення, для якого притаманна відсутність декору та чистота поверхонь, однак без строгого зв'язку форми із функцією. Чиста модерністська геометрія використовується для створення динамічних та складних композицій, котрим притаманний індивідуалізм та харизматичність. В майбутньому, подібний підхід до проектування став розвиватись та вдосконалюватись за рахунок можливостей комп'ютерного проектування та нових будівельних технологій.